# Bolbochromus nigriceps
Bolbochromus nigriceps es una especie de coleóptero de la familia Geotrupidae.

## Distribución geográfica
Habita en Sumatra y Java en Indonesia.